# ران کوک (بازیکن فوتبال)
ران کوک (انگلیسی: Ron Cook؛ 23 September 1917 – ۱۹۹۸ (۹۰−۹۱ سال)) بازیکن فوتبال بود.
از باشگاه‌هایی که در آن بازی کرده‌است می‌توان به باشگاه فوتبال منزفیلد تاون اشاره کرد.